# Objectiu normal
Un objectiu normal és un objectiu d'una càmera de fotos o de cinema que mostra una perspectiva semblant a la de l'ull humà. Per convenció s'ha determinat que sigui la diagonal del negatiu que es fa servir.
Així, en el format de 35mm (24 × 36mm), conegut com pas universal, un objectiu normal té una distància focal propera a 50mm.
Un objectiu normal, per a un mateix nombre f, té més profunditat de camp que un teleobjectiu i menys que un gran angular.